# Павлович Станіслав Миколайович
Станіслав Миколайович Павлович (21 січня 1954 — 10 січня 2024) — командувач Повітряного командування «Захід» Повітряних Сил Збройних Сил України у 2008—2013 роках. Генерал-лейтенант.

## Життєпис
Народився 21 січня 1954 року в селі Антонівка Доманівського району Миколаївської області, у селянській родині.
У 1975 році закінчив Чернігівське вище військове авіаційне училище льотчиків, пізніше штурманський факультет Військовоповітряної академії ім. Ю. Гагаріна у 1986.
Проходив службу у Київському, Туркестанському, Московському, Прикарпатському військових округах, ГРВН, Західному оперативному командуванні на посадах льотчика, командира авіаційної ланки, заступника командира авіаційної ескадрильї, старшого штурмана полку, командира авіаційної ескадрильї, заступника командира полку з льотної підготовки, старшого інспектора-льотчика відділу бойової підготовки (фронтової авіації) апарату управління бойової підготовки повітряної армії, командира бомбардувального авіаційного полку, заступника командира бомбардувальної авіаційної дивізії, начальника управління (організації льотної підготовки) — заступника начальника апарату управління бойової підготовки Головного командування Військово-Повітряних Сил Збройних Сил України, заступника командувача корпусу з бойової підготовки — начальника відділу бойової підготовки управління 14-го авіаційного корпусу ВПС ЗС України.
У 2004 році призначений першим заступником командира Повітряного командування «Захід» ПС ЗС України. З січня 2008 року — командир Повітряного командування «Захід» Повітряних Сил Збройних Сил України.
В 2009 році закінчив Національну академію оборони України.
Помер у Львові, похований на полі 1а Личаківського цвинтаря.

## Нагороди
Також відзначений:
- орденом Данила Галицького (2005)[2]
- орденом Червоної Зірки
- орденом «За службу Батьківщині у Збройних Силах СРСР» III ступеня